# Lilliano (Castellina in Chianti)
Lilliano (già Ligliano o Liliano) è una frazione del comune italiano di Castellina in Chianti, nella provincia di Siena, in Toscana.

## Storia
Il borgo di Lilliano nacque in epoca alto-medievale, e fu proprietà del marchese Ugo II di Toscana, il quale, con donazione del 25 luglio 998, rinunciò ad alcuni possessi qui situati in favore dell'abbazia di Marturi.
Nella bolla del 20 aprile 1189 di papa Clemente III, inviata a Bono, vescovo di Siena, la chiesa di Ligliano è ricordata tra quelle della diocesi di Siena, pur essendo il borgo politicamente parte del territorio della Repubblica di Firenze. Con il lodo di Poggibonsi del 4 giugno 1203, furono stabiliti i confini dello Stato senese con quello fiorentino: «sunt infra hos fines, de Comitatu florentino plebes et pleberium S. Agnetis usque ad curtem de Podio Bonizzi, et Pleberium de Liliano, Bibianum cum curte, villa de Cerna».
Durante la visita apostolica del 13 agosto 1573, l'arcivescovo di Firenze Antonio Altoviti unì i beni ecclesiastici di Lilliano allo spedale di Santa Maria Nuova di Firenze: «ad ecclesiam etiam accessit parrocchialem S. Cristinae de Lilliano senensis diocesis, et dominii florentini, unitam hospitali S. Mariae Novae de Florentia». Nel 1592 Lilliano fu posto nella nuova diocesi di Colle Val d'Elsa. Lo spedale continuò ad esercitare la propria giurisdizione sulla pieve e sul borgo fino al 1779.
Nel 1833 Lilliano contava 207 abitanti. Furono poi signori di Lilliano i Pozzesi e, dal 1923, i Berlingieri.

## Monumenti e luoghi d'interesse

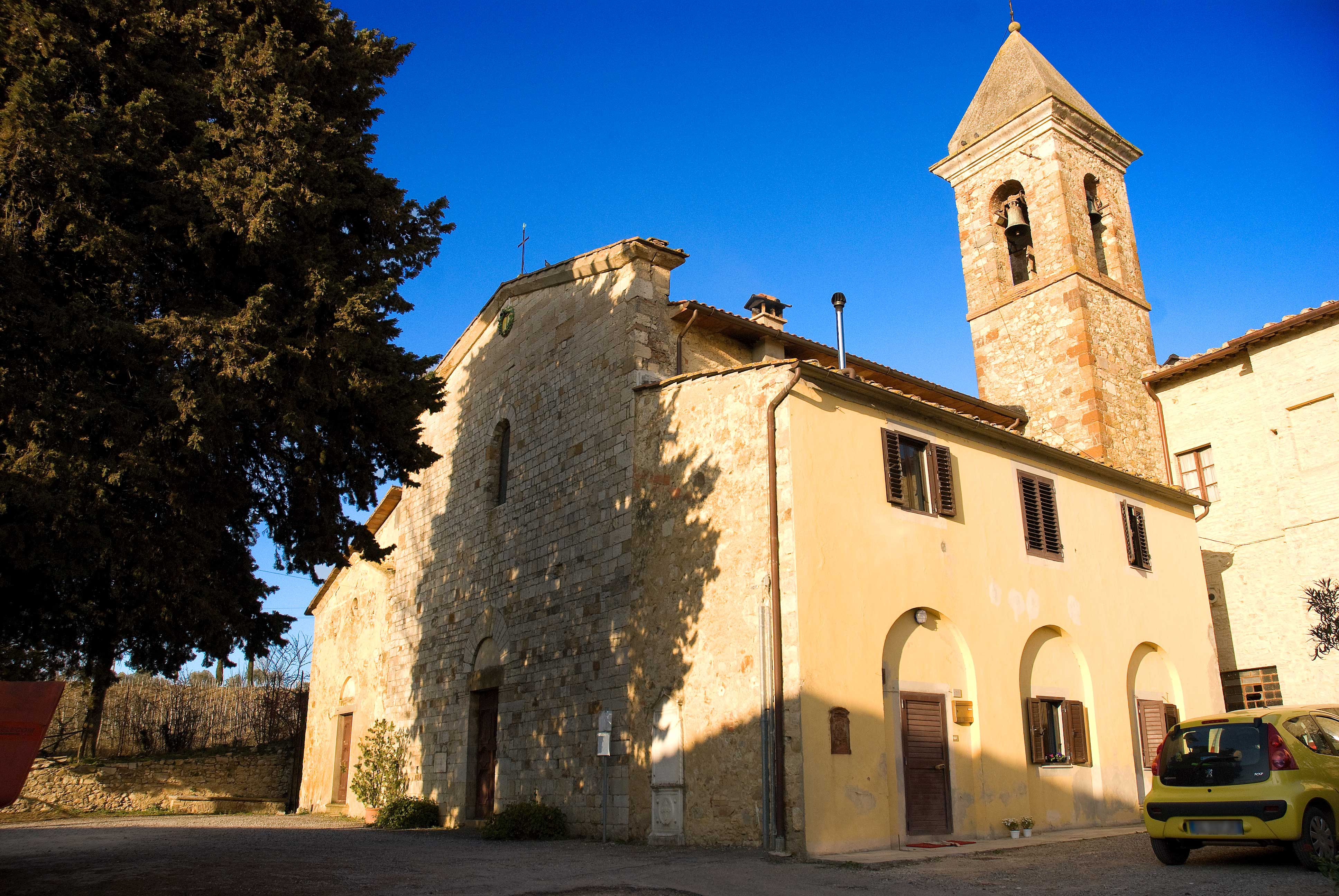
La pieve di Santa Cristina

### Architetture religiose
L'edificio di maggiore interesse della frazione è la pieve di Santa Cristina, importante pieve alto-medievale citata in un diploma dell'8 settembre 1139, dove si legge della donazione di un certo Baroncello di Tegrima da Rencine in favore di Bernardo, abate dell'abbazia a Isola. La chiesa presenta ancora la pregevole facciata originaria romanica a filaretto di pietra alberese.
Sulla sinistra della pieve si trova la chiesa della Compagnia, da cui proviene una Madonna del Rosario tra i santi Domenico e Francesco del XVII secolo trasferita presso la Pinacoteca nazionale di Siena.
La frazione possiede un proprio cimitero.